# Юденки (Макарьевское сельское поселение)
Юденки — упразднённая в 1982 году деревня в Котельничском районе Кировской области России. Находилась на территории современного Макарьевского сельского поселения.

## География
Находилась деревня в лесистой местности примерно в 30 км к северо-западу от Котельнича и в 2 км к западу от существующей деревни Треничи.

### Ближайшие населённые пункты
- д. Мокрецы (→ 0.7 км)
- д. Киренки (← 1.1 км)
- д. Малый Содом (↖ 1.5 км)
- д. Зуи (↙ 1.5 км)
- д. Большой Содом (↖ 1.7 км)
- д. Городниченки (↘ 1.8 км)
- д. Селюненки (→ 2.1 км)
- д. Пустая (↓ 2.1 км)
- д. Блиновы (Блиновы 1-е) (↑ 2.1 км)
- д. Куклята (↑ 2.3 км)

### Климат
Климат на территории упразднённого населённого пункта, также как и во всем районе, характеризуется как континентальный, с продолжительной холодной многоснежной зимой и умеренно тёплым летом. Среднегодовая температура — 1,8 °C. Средняя температура воздуха самого холодного месяца (января) составляет −13,9 °C; самого тёплого месяца (июля) — 17,9 °C. Безморозный период длится в течение 114—122 дней. Годовое количество атмосферных осадков — 515 мм, из которых 365 мм выпадает в тёплый период года. Устойчивый снежный покров образуется в середине ноября и держится 160—170 дней.

## Топонимика
Список населённых мест Вятской губернии 1859—1873 гг. населённый пункт приводит с двумя названиями, а также гидроним Содомка: 'Плотниковской (Юденки) при рч. Содомке.

## История
Упоминается в Списке населённых мест Вятской губернии 1802 г.(Источник: Ведомости о селениях Вятской губернии на 1802 год // ЦГАКО. Ф. 538. Оп. 22. Ед. хр. 48).
Решением Кировского облсовета № 4/110 от 22.02.1982 исключён из учётных данных.

## Население
Список населённых мест Вятской губернии по переписи населения 1926 г. приводит данные по численности деревни Мал. Содом, Перминовский: 58 жителей, из них 27 мужчин,	31 женщина.

## Инфраструктура
Было личное подсобное хозяйство. В 1926 году — 10 хозяйств.

## Транспорт
Просёлочные дороги на деревни Блиново, Киренки, Мокрецы, Селименки, ныне не существующие.